# She's Not Just a Pretty Face
«She's Not Just a Pretty Face» — четвертий сингл четвертого студійного альбому канадської кантрі-співачки Шанаї Твейн — Up! (2002). У США пісня вийшла 6 жовтня 2003. Пісня написана Шанаєю Твейн і Робертом Джоном Лангом; спродюсована Робертом Джоном Лангом.

## Список пісень
Максі-CD-сингл для Європи
1. «She's Not Just a Pretty Face» (Red) — 3:49
2. «Thank You Baby!» (Live in Chicago) — 4:01
3. «When You Kiss Me» (Live in Chicago) — 4:08
4. Enhanced: «She's Not Just a Pretty Face» (Live in Chicago) — Music Video

CD-сингл для Європи
1. «She's Not Just a Pretty Face» (Red) — 3:49
2. «Forever And For Always» (Live in Chicago) — 4:03

## Чарти
Тижневі чарти
| Чарт (2003—2004)                 | Місце |
| -------------------------------- | ----- |
| Romanian Top 100                 | 38    |
| US Billboard Hot 100             | 56    |
| US Hot Country Songs (Billboard) | 9     |